# Need for Speed

Logo ufficiale della serie

Need for Speed è una serie di videogiochi automobilistici pubblicati da Electronic Arts a partire dal 1995; il titolo è tratto da una citazione del film Top Gun.
La serie si focalizza su gare stradali con vari tipi di automobili, tutte riprodotte su licenza, spesso includendo inseguimenti della polizia che variano di capitolo in capitolo.

## Videogiochi
| Anno | Titolo                               | Piattaforme                                               |
| ---- | ------------------------------------ | --------------------------------------------------------- |
| 1994 | Need for Speed                       | PlayStation, Windows, Sega Saturn, 3DO, MS-DOS            |
| 1997 | Need for Speed II                    | PlayStation, Windows                                      |
| 1997 | Need for Speed: V-Rally              | PlayStation, Windows                                      |
| 1998 | Need for Speed III: Hot Pursuit      | PlayStation, Windows                                      |
| 1999 | Need for Speed: Road Challenge       | PlayStation, Windows                                      |
| 1999 | Need for Speed: V-Rally 2            | PlayStation, Windows                                      |
| 2000 | Need for Speed: Porsche 2000         | PlayStation, Windows                                      |
| 2002 | Need for Speed: Hot Pursuit 2        | PlayStation 2, Xbox, GameCube, Windows                    |
| 2003 | Need for Speed: Underground          | PlayStation 2, Xbox, GameCube, Windows                    |
| 2004 | Need for Speed: Underground 2        | PlayStation 2, Xbox, GameCube, Windows                    |
| 2005 | Need for Speed: Most Wanted          | PlayStation 2, Xbox, GameCube, Windows                    |
| 2006 | Need for Speed: Carbon               | PlayStation 2, Xbox 360, Wii, Windows                     |
| 2007 | Need for Speed: ProStreet            | PlayStation 2, Xbox 360, Wii, Windows                     |
| 2008 | Need for Speed: Undercover           | PlayStation 2 e 3, Xbox 360, Wii, Windows                 |
| 2009 | Need for Speed: Shift                | PlayStation 3, Xbox 360, Windows                          |
| 2010 | Need for Speed: World                | Windows                                                   |
| 2010 | Need for Speed: Hot Pursuit          | PlayStation 3, Xbox 360, Wii, Windows                     |
| 2011 | Need for Speed: Shift 2 Unleashed    | PlayStation 3, Xbox 360, Windows                          |
| 2011 | Need for Speed: The Run              | PlayStation 3, Xbox 360, Wii, Windows                     |
| 2012 | Need for Speed: Most Wanted (remake) | PlayStation 3, Xbox 360, Wii U, Windows                   |
| 2013 | Need for Speed: Rivals               | PlayStation 3, PlayStation 4, Xbox 360, Xbox One, Windows |
| 2015 | Need for Speed (reboot)              | PlayStation 4, Xbox One, Windows                          |
| 2017 | Need for Speed: Payback              | PlayStation 4, Xbox One, Windows                          |
| 2019 | Need for Speed: Heat                 | PlayStation 4, Xbox One, Windows                          |
| 2022 | Need for Speed: Unbound              | PlayStation 5, Xbox Series X/S, Windows                   |

### Need for Speed
Il primo Need for Speed è stato pubblicato per 3DO nel 1994 con le versioni per PlayStation, PC (DOS), e Sega Saturn uscite poco dopo (1995 e 1996). Fanno la loro comparsa gli inseguimenti delle macchine della polizia, che sono rimaste un tema centrale in molti titoli della serie.
Il primo titolo della serie NFS è stato senza dubbio il primo tentativo di offrire una simulazione di corse di auto. Electronic Arts collaborò con la rivista automobilistica Road & Track per poter riprodurre al meglio il comportamento su strada delle auto presenti curandone diversi aspetti come la riproduzione fedele dei cruscotti, l'accelerazione, la frenata, la tenuta (è curato particolarmente bene anche il comportamento tendenzialmente sottosterzante/sovrasterzante di ogni vettura) ed il suono dei motori. Chicca particolarmente apprezzata dai più appassionati era il "suono" della leva del cambio durante le cambiate, diverso da vettura a vettura. Il gioco contiene inoltre precisi dati tecnici sui veicoli (inclusi foto e video) ed una sorta di telecronaca in diretta.

### Need for Speed II
In Need for Speed II cominciano ad apparire alcuni fra i più rari ed esotici veicoli mai visti, come la Ford Indigo concept vehicle. Sono presenti diversi tipi di tracciati, indicizzati per nazionalità (Nord America, Europa, Asia e Australia). Viene introdotta anche una nuova modalità di gara, il cosiddetto Knockout, dove il concorrente che arriva ultimo è eliminato.
Molti fan della prima edizione non gradirono che NFS II si fosse trasformato più in una versione arcade piuttosto che preservare il realismo conquistato dal predecessore. Nonostante il gameplay arcade i livelli erano però molto ben progettati. Inoltre i tracciati erano molto più aperti e si potevano percorrere più liberamente con la possibilità di andare negli spazi prossimi all'asfalto della pista per sorpassare gli avversari. NFS II è stato il primo videogioco per la PlayStation a servirsi non solo del controller NeGcon, ma anche dei controller Dual Analog e DualShock.
Lo stesso anno venne pubblicata la Special Edition di NFS II, che includeva un tracciato extra, 3 nuove auto su licenza e 4 fittizie, e supportava Glide, la grafica 3D standard di prossima generazione usata dalle schede video della 3Dfx Voodoo e Voodoo 2.

### Need for Speed: V-Rally
V-Rally è stato il primo titolo della serie ad occuparsi di corse rally. È stato pubblicato negli Stati Uniti nel tardo 1997 per la PlayStation.

### Need for Speed III: Hot Pursuit
Hot Pursuit ha aggiunto la modalità Inseguimento (Hot Pursuit), nella quale il giocatore poteva scegliere di scappare dalla polizia o di fare la parte del poliziotto (solo nella versione per PC), arrestando i corridori. La maggior parte delle auto e dei tracciati sono disponibili già all'inizio del gioco. L'obiettivo era sbloccare i premi vincendo le corse.
NFS III sfrutta le capacità multimediali offerte dal CD-ROM aggiungendo il commento audio, slideshow di immagini e video musicali. Questo gioco è stato anche il primo a permettere il download di auto aggiuntive. Di conseguenza si è formata in seguito una comunità di programmatori dediti alla programmazione di auto extra per il gioco e di varianti dei 9 circuiti presenti.

### Need for Speed: Road Challenge
Road Challenge (versione europea) e High Stakes (versione statunitense) sono stati pubblicati nell'estate del 1999. Questa versione è stata molto criticata, per essere troppo simile a NFS III, specialmente per il fatto che tutti i tracciati di NFS III sono contenuti anche in Road Challenge (solo la versione PC). Tuttavia, Road Challenge ha introdotto molte modalità di gioco nuove, come High Stakes (Scommessa estrema), Getaway (Fuga) e la famosa modalità Carriera.
Un'altra innovazione è stata l'introduzione dei danni riportabili dalle auto. I veicoli che avevano preso parte in incidenti mostravano danni visibili e forme strane portando quindi a inevitabili cali prestazionali del mezzo. Se si riportavano dei danni in modalità Carriera, veniva proposto al giocatore di riparare l'automobile.
Nella versione per PlayStation, pubblicata alcuni mesi prima della versione per PC, erano presenti anche miglioramenti al gameplay. In aggiunta, l'IA del gioco era stata potenziata. Le cinque AI come Nemesis, Bullit e altri, presentavano caratteristiche di guida differenti (per esempio, Nemesis avrebbe seguito il giocatore finché non sbagliava, mentre Bullit mostrava uno stile più aggressivo, scontrandosi talvolta contro il veicolo del giocatore).

### Need for Speed: V-Rally 2
V-Rally 2 è un sequel completamente ridisegnato dell'originale V-Rally del 1997, pubblicato negli Stati Uniti nell'ottobre del 1999, guadagnando pareri positivi.

### Need for Speed: Porsche 2000
Porsche 2000 (versione europea), Porsche Unleashed (versione americana) o semplicemente Porsche (in Germania e in America Latina) si differenzia dai titoli precedenti perché sono presenti soltanto auto della casa di Stoccarda. L'aspetto delle auto è il più realistico di ogni altro gioco NFS, e c'è anche un catalogo molto particolareggiato riguardo alle differenti parti delle Porsche che sono uscite negli anni. Il giocatore deve vincere le gare in una modalità carriera Evoluzione per sbloccare le macchine uscite in ordine cronologico dal 1950 al 2000. In Porsche 2000 è anche presente una modalità Factory Driver (guidatore per la casa Porsche) dove il giocatore deve testare le Porsche con numerosi percorsi e andare avanti nella carriera. Il gioco è stato anche il primo NFS a non avere la modalità Split Screen. Successivamente è stato pubblicato anche per Game Boy Advance
La versione Windows del gioco presenta un'inedita opzione per l'elaborazione dei veicoli mancante nella versione PlayStation, per palesi limiti di prestazioni.

### Need for Speed: Hot Pursuit 2
Hot Pursuit 2 è un videogioco pubblicato nel 2002 e seguito del precedente Hot Pursuit. Ha due distinte modalità carriera.

### Need for Speed: Underground
Underground offre una modalità carriera guidata da una storia principale e una modalità garage che permette ai giocatori di modificare completamente le loro auto con una grande varietà di marche, accessori e upgrade. Tutte le corse avvengono sempre di notte, e gli inseguimenti della polizia non sono più presenti (come per il sequel Underground 2). In questo titolo, invece di proporre supercar, Underground presenta veicoli più accessibili al pubblico. Questo, in aggiunta ai controlli molto arcade, diedero luce a controversie tra i fan della serie NFS. A parte ciò, Underground è stato un successo, commercialmente parlando. Ciò può essere dovuto al fatto che la tuner culture sia stata resa popolare con l'hip hop, che aumentò moltissimo gli incassi del gioco.
La versione per PC includeva anche il multiplayer via Internet, ma la modalità aveva forti limitazioni. Per ovviare a ciò, sono nate delle utilities non ufficiali per estendere le potenzialità di questa modalità.
Underground Rivals è la versione per PSP del titolo.

### Need for Speed: Underground 2
Underground 2 riprende lo stesso spirito del predecessore, ma è stata introdotta la possibilità di girare liberamente per la città, cercando eventi e negozi per personalizzare la propria auto in molteplici aspetti. Sono stati aggiunti anche tre SUV.

### Need for Speed: Most Wanted
Most Wanted è stato pubblicato il 15 novembre 2005 ed è uno dei primi giochi realizzati per la Xbox 360. Ritornano dopo 2 anni le supercar e gli inseguimenti della polizia, i quali rappresentano una parte molto importante del gioco avendo anche la modalità Esplora già presente in Underground 2, ma con meno possibilità di modificare i veicoli di quanto fosse possibile nel predecessore. La modalità Carriera presenta uno stile molto diverso da Underground, con effetti CGI. In questa modalità è stata anche introdotta la Blacklist, che consiste nei 15 migliori piloti di Rockport che il giocatore deve battere uno ad uno per sbloccare parti della mappa, tracciati e auto nuove.
È stata pubblicata anche un'edizione speciale chiamata "Black Edition" dove sono presenti corse aggiuntive e due auto bonus, una BMW E46 (M3) GTR modificata e una Chevrolet Camaro del 1967, e include anche un DVD Black Edition-only behind-the-scenes (i retroscena).

### Need for Speed: Carbon
Carbon è il sequel di Need for Speed: Most Wanted, con alcune caratteristiche in comune e notevoli differenze. Infatti il prologo del gioco (caratteristica, questa come molte altre, comune a Most Wanted) è sempre sulla BMW M3 GTR, tuttavia stavolta si è nella città di Palmont e inseguiti dal Sergente Cross, il migliore pilota della Squadra Anticorse della Polizia di Rockport. Si viene salvati dall'arresto da uno sconosciuto che permette al protagonista di scegliersi un'auto e iniziare la propria carriera.
Diversamente da tutti i giochi della serie non si corre da soli, ma nelle gare di conquista dei territori si è accompagnati in alcune gare da un gregario, e ritornano le gare di drift, presenti in Underground ma scomparse in Most Wanted. Vengono poi aggiunte le gare nel canyon, un nuovo tipo di gare ricalcate dal film The Fast and the Furious: Tokyo Drift, a discapito delle gare di accelerazione che scompaiono del tutto. Vincendo contro i vari Boss dei territori si può avere, come in Most Wanted, la possibilità di scegliere due tra sei carte che contengono vari bonus tra cui il libretto di circolazione.
È disponibile per Microsoft Windows, Xbox, Xbox 360, PlayStation 2, PlayStation 3, PlayStation Portable, GameCube, Wii, Game Boy Advance, Nintendo DS, macOS, e cellulari.

### Need for Speed: ProStreet
ProStreet è uscito nell'autunno 2007. Segna una svolta molto importante nella serie di Need for Speed, infatti con questo episodio si abbandonano le corse clandestine per le vie delle città e gli inseguimenti della polizia. Ora si corre su tracciati in città reali in corse organizzate, e il modello di guida non è più arcade, ma marcatamente più simulativo, con fumo, danni visibili e tangibili. La funzione di autosculpt è stata ulteriormente ampliata con modifiche maggiori e l'introduzione delle ripercussioni che queste hanno sulle prestazioni della vettura. È stato forse il capitolo più criticato della serie, per le nette e numerose differenze con i predecessori. È disponibile per Xbox 360, PlayStation 3, Wii, PlayStation 2, Nintendo DS, PlayStation Portable, macOS, Microsoft Windows e cellulari.

### Need for Speed: Undercover
Undercover, uscito negli Stati Uniti il 18 novembre 2008 e in Europa il 21 novembre dello stesso anno, è il 12º capitolo della saga di videogiochi Need for Speed. Il tema del gioco torna quello delle corse illegali su strada dopo la piccola deviazione di percorso di Need for Speed Pro Street, che venne privato delle gare dalla collaudata impronta "clandestina". Il gioco è ambientato di giorno (come in Most Wanted e ProStreet) e non di notte (come in Underground, Underground 2 e in Carbon).
In questo episodio viene inserita una storia stile Driver dove il giocatore aiuta un agente corrotto a recuperare valori.
Da notare che i danni delle auto in questo gioco sono simili a quelli di ProStreet, ma a differenza del predecessore le auto non si distruggono (a parte la modalità Battaglia in autostrada).

### Need for Speed: Shift
Shift riprende il filone che EA aveva abbandonato con ProStreet: si gareggia su circuiti legali (anche cittadini), e non sulle strade inseguiti dalla polizia. Un altro cambiamento è costituito dal fatto che il gioco è stato sviluppato da Slightly Mad Studios (ex Blimey Games), co-sviluppatori di GTR; da ciò si capisce che il modello di guida è più simulativo rispetto al solito (anche se si può impostare il livello di difficoltà).

### Need for Speed: Hot Pursuit
Hot Pursuit è un gioco della saga di Need for Speed, uscito il 16 novembre 2010 per le piattaforme PlayStation 3, Xbox 360, Nintendo Wii, PC, e iPhone.
Sviluppato dalla Criterion Games e distribuito dalla Electronic Arts, è il quindicesimo episodio della saga.
Il gioco riprende lo stile sia di Undercover e sia dei primi della saga Need for Speed, concentrato sugli inseguimenti, quindi anche qui il tema principale è la fuga dalle auto della polizia. Diversamente dalle versioni precedenti di Need for Speed, Hot Pursuit offre due carriere distinte: oltre quella del fuorilegge, c'è anche quella del poliziotto, dove si guideranno le auto della polizia all'inseguimento dei criminali.
Da notare i soliti reporting da console dove i vari NFS acquistano più o meno sensibilità e precisione con i vari controller di guida (siano essi volanti, joypad o mouse e tastiera).

### Need for Speed: Shift 2 Unleashed
Shift 2 Unleashed è un simulatore di guida ed è il seguito di Need for Speed: Shift. Questo videogioco è stato accostato al brand Need for Speed. Esso è stato annunciato il 16 novembre 2010 in occasione del lancio di Need for Speed: Hot Pursuit gioco che appunto contiene il trailer di debutto di Shift 2 Unleashed. È uscito il 1º aprile 2011.

### Need for Speed: The Run
The Run è un gioco della saga di Need for Speed. The Run è una corsa illegale attraverso gli USA: da San Francisco a New York, il protagonista Jack Rourke deve salvare la sua vita lottando contro i 200 corridori più forti del mondo sulle strade più insidiose d'America. The Run è uscito il 14 novembre 2011 in America e il 18 novembre 2011 in Europa.

### Need for Speed: Most Wanted
Most Wanted è un remake omonimo al videogioco del 2005, infatti come in quest'ultimo, il protagonista dovrà correre contro altri piloti per scalare una blacklist. Il videogioco è stato sviluppato da Electronic Arts e Criterion Games, conosciuta per la serie Burnout.

### Need for Speed: Rivals
Rivals è il ventesimo titolo della saga di Need for Speed; annunciato il 23 maggio 2013, è uscito il 19 novembre dello stesso anno. Ghost Games è stata l'azienda sviluppatrice del gioco, assieme a Criterion Games. Il gioco è simile ad Hot Pursuit, ma dispone alcune migliorie, tra cui un nuovo sistema multiplayer, chiamato AllDrive. Come in Hot Pursuit, vi è la possibilità di scegliere con quale fazione guidare (Polizia o Street Racers). L'ambientazione è in una contea fittizia nota come Redview County.
È stato pubblicato a fine 2014 Need for Speed: Rivals Complete Edition, contenente tutti i DLC usciti per l'omonimo capitolo.

### Need for Speed
Need for Speed è il ventiduesimo capitolo della saga di Need for Speed, reboot della serie, sviluppato da Ghost Games. È stato pubblicato ufficialmente il 5 novembre per Xbox One e PlayStation 4, mentre è disponibile su Origin per Windows dal 15 marzo 2016.
Il titolo cerca di trarre le caratteristiche migliori dai suoi predecessori, offrendo un mondo di gioco ispirato da Need for Speed: Carbon e le personalizzazioni da Need for Speed: Underground.

### Need for Speed: Payback
Payback è il ventitreesimo capitolo della saga di Need for Speed. È stato annunciato da EA e Ghost Games il 2 giugno 2017 e pubblicato il 10 novembre 2017 per Microsoft Windows, PlayStation 4 e Xbox One.

### Need for Speed: Heat
Heat è il ventiquattresimo capitolo della saga di Need for Speed, presentato alla Gamescom di Colonia e pubblicato l'8 novembre 2019 su PlayStation 4, Xbox One e PC.

### Need for Speed: Unbound
Unbound è il venticinquesimo capitolo della saga di Need for Speed. Annunciato da EA/Criterion in data 6 ottobre 2022, il gioco presenta un contrasto estetico tra realismo (automobili, ambiente), cel-shading (persone, piloti) e graffitismo (estetiche, effetti). È stato pubblicato il 2 dicembre 2022, sulle piattaforme: PlayStation 5, Xbox Series X/S e PC. Il servizio EA Play offre 10 ore di gioco gratuite agli abbonati.

## Officine italiane
Negli anni la serie ha incluso diverse case automobilistiche italiane in vari videogiochi:
- Alfa Romeo
- Ferrari
- FIAT
- Italdesign
- Lamborghini
- Lancia
- Maserati
- Pagani